# كاتي ألين
كاتي ألين (بالإنجليزية: Kate Allen) هي لاعب هوكي الحقل أسترالية، ولدت في 1974 في أديلايد في أستراليا.

## وصلات خارجية
- كاتي ألين على موقع الاتحاد الدولي للهوكي (الإنجليزية)
- كاتي ألين على موقع أوليمبيديا (الإنجليزية)
- كاتي ألين على موقع اللجنة الأولمبية الأسترالية (الإنجليزية)